# Cankarjev bataljon
Cankarjev bataljon je bila vojaška formacija Narodnoosvobodilne vojske oziroma partizanskih enot v času druge svetovne vojne v Sloveniji. Ustanovljen je bil 5. avgusta 1941 na Jelovici. Sestavljen je bil iz dveh čet: Jeseniške in Jelovške. Prva se je imenovala tudi Cankarjeva, druga pa tudi četa Ilije Gregoriča, ki so jo ustanovili 29. julija 1941. Cankarjev bataljon je ustanovil Stane Žagar, član glavnega poveljstva slovenskih partizanskih čet in član Komunistične partije Slovenije (KPS). Za poveljnika je bil imenovan s strani KPS znani španski borec Jože Gregorčič, za političnega komisarja pa Ivan Bertoncelj. Cankarjev bataljon je ob nastanku štel 120 borcev, vendar se je nekaj mesecev po nastanku precej zmanjšal, nato pa povečal. Decembra 1941 je štel 70 borcev. Bataljon je 12. decembra 1941 v Rovtah na Gorenjskem iz zasede napadel in skoraj v celoti uničil nemško policijsko patruljo, ki je štela 52 mož; ubili so jih 45. Decembra je bataljon mobiliziral več kot 400 moških iz okolice Jesenic, Bohinja in Poljanske doline.
V zvezi z decembrskimi boji velja omeniti še spopad v Poljanah na božični dan, ko so partizani hoteli preprečiti preseljevanje domačinov, in pa boj na Pasji ravni 27. decembra 1941, kjer je bataljon napadalo okoli 1500 Nemcev. Po celodnevni bitki se je bataljon iz obkolitve pretihotapil v smeri proti Selški dolini in naprej v Dražgoše.
Po teh dogodkih se je število borcev bataljona zmanjšalo na nekaj več kot 200. V treh dneh bojev v vasi Dražgoše in njeni okolici (Dražgoška bitka) je bilo med 9. in 11. januarjem 1942 v vasi Dražgoše in zatem na Mošenjski planini  ubitih 21 borcev od 240, 11 pa je bilo ranjenih. Pred nemškimi policijskimi in vojaškimi enotami se je bataljon umaknil v zasnežena pobočja Jelovice in se razdelil.